# 天津創業環保股份
天津創業環保集團股份有限公司（港交所：1065,上交所：600874），則是從天津渤海化工集團換取上市的，主要業務包括污水處理、水務市場管理等。地方包括天津、雲南曲靖等全中國市場。

## 連結
- 天津創業環保集團股份網頁 （页面存档备份，存于）